# Ricania pedicellata
Ricania pedicellata är en insektsart som beskrevs av Jacobi 1928. Ricania pedicellata ingår i släktet Ricania och familjen Ricaniidae. Inga underarter finns listade i Catalogue of Life.